# Museu Egípcio (Berlim)

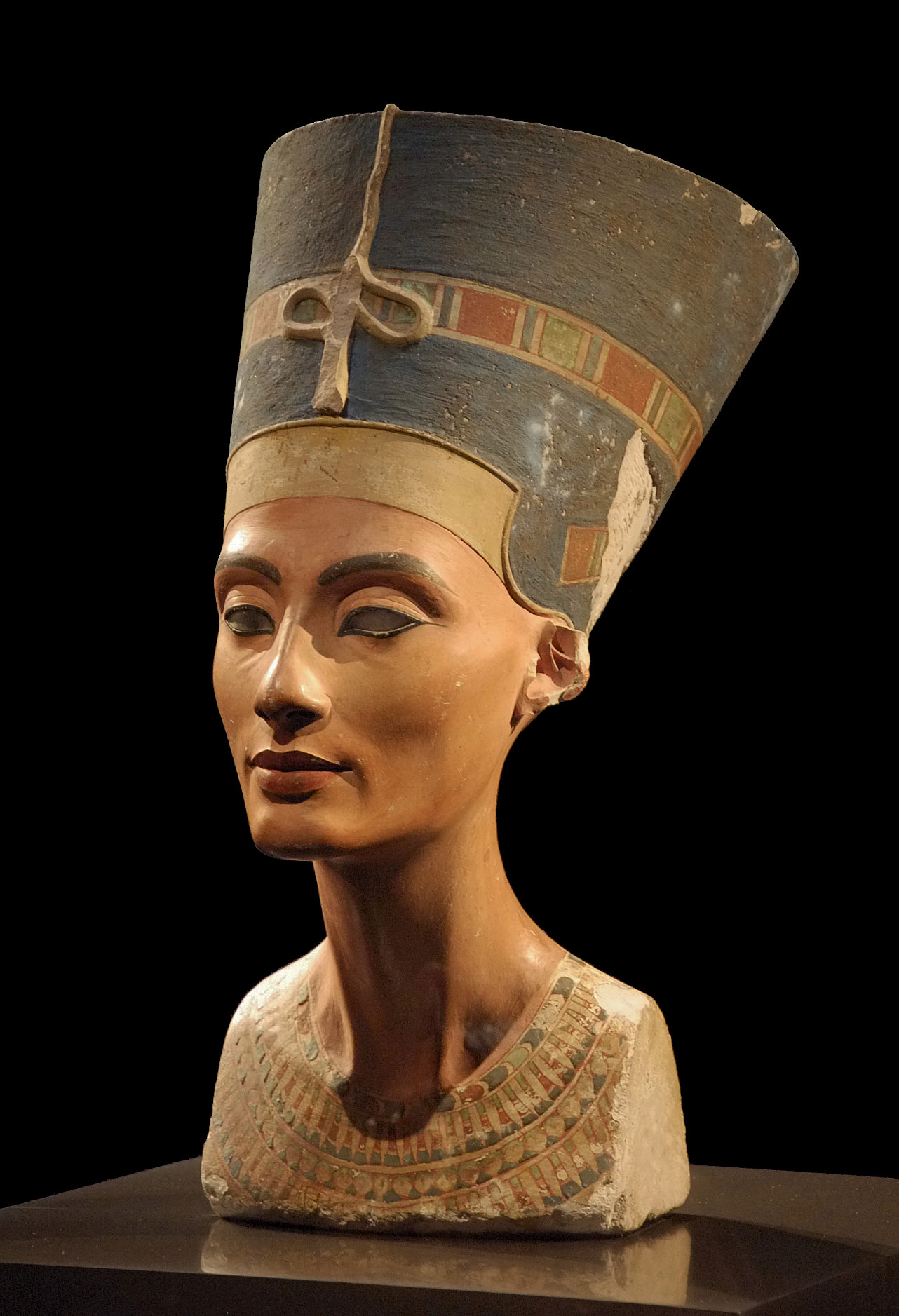
Busto de Nefertiti.

O Museu Egípcio de Berlim (em alemão: Ägyptisches Museum und Papyrussammlung) contém uma das mais importantes coleções do mundo em objetos arqueológicos do Egito Antigo.